# Aeroporto Internazionale di Sana'a
L'Aeroporto Internazionale di Sana'aʾ (IATA: SAH, ICAO: OYSN) era un aeroporto yemenita situato in località al-Rahāba, villaggio a circa 10 km a Nord dal centro della città di Sana'a, capitale della Repubblica dello Yemen.
Dal maggio 2025 è reso inservibile a causa dei bombardamenti dell'aeronautica israeliana nel contesto della guerra Israele-Hamas.
La struttura, posta all'altitudine di 2 199 m/ 7 216 ft sul livello del mare, è dotata di un'unica pista con fondo in asfalto lunga 3 252 m e larga 45 m (10 669 x 148 ft) con orientamento 18/36, ed equipaggiata con un sistema di atterraggio strumentale ILS, impianto di illuminazione ad alta intensità HIRL e PAPI.
L'aeroporto, di proprietà del Governo yemenita, era classificato come militare normalmente aperto al traffico commerciale.

## Incidenti
- 30 giugno 2009. Il Volo Yemenia 626, operato con l'Airbus A310-324, marche 7O-ADJ,[5] numero di volo IY626, decollato dall'Aeroporto Internazionale di Ṣanʿāʾ verso l'Aeroporto Internazionale Principe Sa'id Ibrahim di Moroni, Comore è precipitato nell'Oceano indiano mentre era in fase di avvicinamento. Dei 142 passeggeri ed 11 membri dell'equipaggio rimase in vita solo una ragazzina dell'età, all'epoca dell'incidente, di soli 14 anni.
- 30 ottobre 2011. Un gruppo di uomini armati appartenenti alle tribù rivali diretto alla vicina base aerea della Al-Quwwat al-Jawwiyya al-Yamaniyya, l'aeronautica militare yemenita, danneggiò la pista dell'aeroporto, costringendo a dirottare i voli in arrivo verso l'Aeroporto di Aden. L'azione riuscì a distruggere un deposito di munizioni e due caccia senza causare comunque alcuna vittima.[6]